# Modell der manifesten und latenten Funktionen der Erwerbsarbeit
Das Modell der manifesten und latenten Funktionen der Erwerbsarbeit wurde von der Sozialpsychologin Marie Jahoda entwickelt und 1983 veröffentlicht. Es dient zur Erklärung psychischer Belastungen aufgrund von Arbeitslosigkeit. Dabei wird davon ausgegangen, dass es eine manifeste und fünf latente Funktionen von Erwerbsarbeit gibt, die für die Aufrechterhaltung der psychischen Gesundheit wichtig sind. Bei Deprivation dieser Funktionen aufgrund von Arbeitslosigkeit kommt es demnach zu  Beeinträchtigungen der psychischen Gesundheit.
Gelderwerb ist laut dem Modell die manifeste Funktion der Erwerbsarbeit. Zu den fünf latenten Funktionen der Arbeit zählen: Zeitstruktur, Sozialkontakte, Status und Identität, Teilhabe an kollektiven Zielen und regelmäßige Tätigkeit.

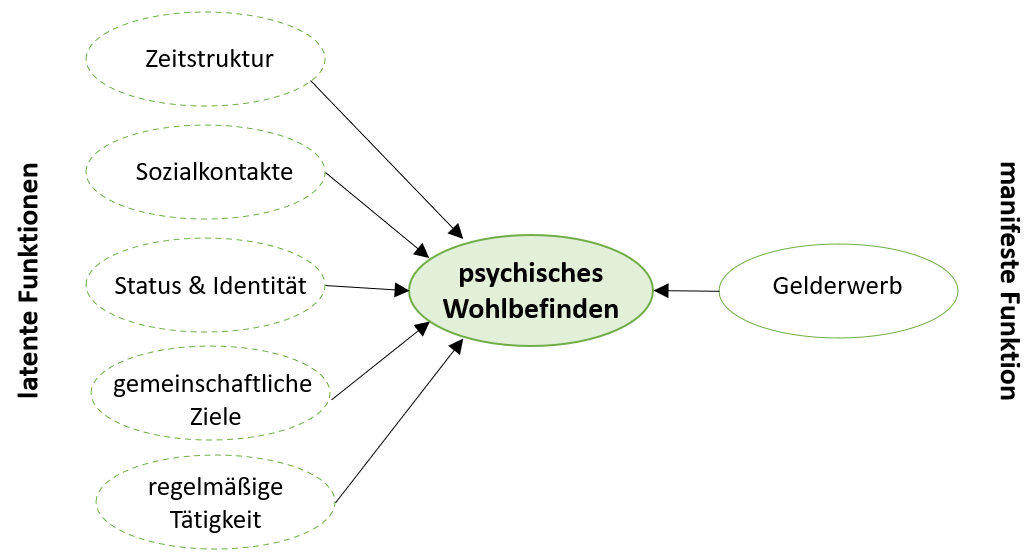
Modell der latenten und manifesten Funktionen von Erwerbsarbeit

## Psychische Folgen von Arbeitsplatzverlust und Arbeitslosigkeit
Die latenten Funktionen der Erwerbsarbeit entsprechen psychischen Bedürfnissen. Können diese Bedürfnisse nicht befriedigt werden, wirkt sich dies folglich auch auf die psychische Gesundheit der Person aus. Die Erwerbsarbeit gilt dabei als einzige soziale Institution, welche die latenten Funktionen ausreichend bereitstellen kann.
Dass Arbeitslosigkeit die oben genannten Bedürfnisse stark einschränkt, konnte bereits 1933 in der Studie Die Arbeitslosen von Marienthal von Marie Jahoda nachgewiesen werden.
Auch neuere Studien zeigen, dass Arbeitslose deutlich mehr Symptome seelischer Beanspruchung aufweisen als erwerbstätige Personen. Dies zeigt sich unter anderem in Form von Angstsymptomen, niedrigem Selbstwertgefühl sowie geringer Lebenszufriedenheit. Auch Depressionssymptome sind typische Folgen von Arbeitsplatzverlust bzw. Arbeitslosigkeit. Der kausale Zusammenhang zwischen Arbeitsplatzverlust und Verschlechterung der mentalen Gesundheit konnte in Studien bestätigt werden. Durch die Wiederbeschäftigung steigt in der Regel auch das psychische Wohlbefinden wieder.
Diese psychischen Folgen lassen sich durch den schlechteren Zugang zu den latenten Funktionen erklären. Personen, die aufgrund ihres Berufes in soziale Institutionen eingegliedert sind, verfügen über klare Zeitstrukturen. Das Fehlen solcher Zeitstrukturen kann zu Langeweile führen, da sich die Tage ohne geplanter, regelmäßiger Aktivitäten in die Länge ziehen. Da die Teilhabe an kollektiven Zielen bei Erwerbslosen im Vergleich zu Erwerbstätigen eingeschränkt ist, kann dies dazu führen, dass die Betroffenen ein Gefühl von Unbedeutsamkeit verspüren. Das Bedürfnis, regelmäßige Erfahrungen und Kontakte mit Menschen außerhalb der Familie zu pflegen, ist ein weiterer wichtiger Aspekt hinsichtlich der psychischen Gesundheit. In der Regel haben Erwerbstätige einen besseren Zugang zu diesen Sozialkontakten, wodurch es ihnen leichter fällt, ihren sozialen Horizont zu erweitern. Der soziale Status ist ein wichtiger Faktor bei der Bildung der eigenen Identität. Laut dem Modell ist selbst ein geringer beruflicher Status höherwertig als jener von Arbeitslosen, da diese über gar keinen Status verfügen.

## Interventionen für Arbeitslose
Die Sicherstellung des bestmöglichen Zugangs zu den latenten Funktionen soll den negativen Folgen von Arbeitslosigkeit auf die psychische Gesundheit entgegenwirken. Zwar ersetzen Freizeitaktivitäten oder ehrenamtliche Tätigkeiten nicht die latenten Funktionen der Erwerbsarbeit, allerdings können sie zumindest über eine gewisse Zeit einen sinnvollen Ausgleich bieten. Mögliche gesundheitsförderliche Interventionen für Arbeitslose stellen unter anderem positive Kontakte zu anderen Menschen, die Partizipation innerhalb einer Gemeinschaft, in denen die Teilnehmenden einer sinnvoll empfundenen Tätigkeit nachgehen, sowie eine klare Tages- und Wochenstruktur, dar. Die Gesundheit von Arbeitslosen kann durch entsprechende Interventionen positiv beeinflusst werden, jedoch lässt diese positive Wirkung bereits nach einem Jahr wieder nach.
Interventionen sollten sich auch auf die Stärkung von Bewältigungsressourcen der Betroffenen konzentrieren. Dies kann unter anderem durch die Vergrößerung der Bandbreite sozialer Unterstützungen ermöglicht werden. Aufwändigere Interventionen zur Stärkung von persönlichkeitsbezogenen Eigenschaften wie des Selbstwerts und der emotionalen Stabilität können sich ebenso positiv auf die psychische Gesundheit auswirken.

## Anwendbarkeit des Modells

### Auswirkungen des beruflichen Status auf die psychische Gesundheit
Erwerbstätige, die in höheren Positionen arbeiten, haben in der Regel einen besseren Zugang zu den latenten Funktionen bzw. Vorteilen, als Erwerbstätige in niedrigeren Positionen. Hinsichtlich der psychischen Gesundheit ist es somit nicht nur entscheidend, ob eine Person erwerbstätig ist, sondern vor allem auch, inwiefern der Beruf die latenten Funktionen zur Verfügung stellen kann. Das Modell ist somit nicht nur geeignet, um die negativen Auswirkungen von Arbeitslosigkeit auf das psychische Wohlbefinden zu erklären. Vielmehr kann es auch dafür eingesetzt werden, berufsbezogene Einflüsse auf die mentale Gesundheit zu untersuchen. Hierbei spielt vor allem der berufliche Status sowie der Zugang zu den anderen latenten Funktionen, der vom jeweiligen Beruf abhängt, eine zentrale Rolle.

### Erhebungsinstrumente
Das Modell der manifesten und latenten Funktionen der Erwerbsarbeit gilt als Basis für aktuelle Studien im deutschsprachigen Raum, um die Auswirkungen von Arbeitslosigkeit auf die psychische Gesundheit zu untersuchen. Hierbei kommen unterschiedliche Erhebungsinstrumente zum Einsatz. In Deutschland werden dafür unter anderem Studien mit repräsentativen Stichproben der Bevölkerung sowie großangelegte Online-Längsschnittstudien mit Gelegenheitsstichproben von Personen aus verschiedenen Erwerbsstatus-Situationen durchgeführt. Die Erhebung der Daten basiert auf computergestützten Face-to-Face Interviews sowie auf Online-Befragungen von Panel-Teilnehmern.

### Verfahren zur Messung
Eine Methode zur Messung der fünf latenten Funktionen stellt die hierzu entwickelte Access to Categories of Experience (ACE) Scales von Evans (1986) dar. Die Skala bestand ursprünglich aus 15 Aussagen (Items) zu den fünf latenten Funktionen. Die Probanden drücken ihre Zustimmung zu den Aussagen auf einer 7-Punkte Antwortskala aus, wobei die höchste Punktzahl stimme völlig zu und die niedrigste Punktzahl stimme gar nicht zu entspricht. Da drei Items nicht in der erwarteten Weise miteinander korrelierten, wurden diese in Folge gestrichen. Die Funktionen Zeistruktur, Status und Teilhabe an kollektiven Zielen bestehen deshalb jeweils nur aus zwei, Sozialkontakte und regelmäßige Tätigkeit hingegen aus drei Aussagen. Diese lauteten für den Faktor Zeitstruktur People often rely on me to turn up at the right time sowie I very rarely ever need to be punctual. Die beiden Items für die Teilhabe an kollektiven Zielen waren: At this time in my life I feel I’m making a positive contribution to society at large und I’m doing things that need doing by someone. Der Status wurde durch die Items Sometimes I feel like I’m on the scrapheap und I sometimes feel that people are looking down on me erhoben. Die drei Items für den Faktor Sozialkontakte lauteten Most days I meet quite a range of people, I see a lot of my friends and workmates, I don’t get to meet many people regularly. Für den Faktor regelmäßige Tätigkeit wurden die Items My time is filled with things to do, Things I have to do keep me busy most of the day und Time often lies heavy on my hands verwendet. Die Validität der ACE-Skalen wurde mit zufriedenstellendem Ergebnis in einer empirischen Studie überprüft.
Obwohl die ACE-Skalen bei manchen Studien erfolgreich angewendet wurden, steht sie aufgrund der unzureichenden Reliabilität in der Kritik.

## Wissenschaftliche Kontroverse
Neben dem Modell der manifesten und latenten Funktionen der Erwerbsarbeit existieren weitere Modelle und Theorien, welche die Auswirkungen von Arbeitslosigkeit auf die psychische Gesundheit zu erklären versuchen. Die Erklärungen fallen unterschiedlich aus und beziehen sich jeweils auf andere Aspekte. Durch die verschiedenen, voneinander unabhängigen Erklärungsansätze verfügen die einzelnen Modelle nicht über eine interdisziplinäre, integrative Perspektive.

### Handlungsrestriktionstheorie
Die Handlungsrestriktionstheorie von Freyer und Payne (1986) geht davon aus, dass Menschen ein grundsätzliches Streben danach haben, sich selbst zu behaupten, Pläne zu erstellen und diese auszuführen. Laut der Theorie führt Erwerbslosigkeit entgegen diesem Streben zu finanziellen Restriktionen, reduzierten Handlungsspielräumen und Frustrierung. Im Gegensatz zum Modell von Jahoda, in dem strukturelle Bedingungen hervorgehoben werden, wird in der Handlungsrestriktionstheorie davon ausgegangen, dass jeder Mensch aufgrund seiner Möglichkeit, über einige Bereiche des Lebens Kontrolle auszuüben, seine Resilienz gegenüber Belastungen erhöhen kann.

### Vitamin-Modell
Das Vitamin-Modell des Arbeitspsychologen Peter Warr ist ebenso wie das Modell der manifesten und latenten Funktionen der Erwerbsarbeit ein Deprivationsmodell, das die Auswirkungen von Arbeitslosigkeit auf die psychische Gesundheit erklärt. Darin werden neun Umgebungsfaktoren bestimmt, die das psychische Wohlbefinden beeinflussen und von Erwerbslosen nur teilweise abgedeckt werden können. Zu den Faktoren zählen Möglichkeit der Kontrolle, Nutzung eigener Fähigkeiten, interpersonale Kontakte, Zielsetzung, Abwechslung, Transparenz der Umwelt, Verfügbarkeit von Geld, körperliche Sicherheit sowie die Möglichkeit eine wertvolle soziale Position zu erzielen. Peter Warr geht davon aus, dass die Abwesenheit dieser Arbeitsplatzmerkmale mit einem gesundheitsschädlichen Effekt einhergeht.

### Inkongruenzhypothese
Die Inkongruenzhypothese besagt, dass die Inkongruenz zwischen dem Wunsch nach Arbeit und dem Status der aktuellen Arbeitslosigkeit bei Betroffenen als Ursache für Stress gilt, welcher sich in weiterer Folge auf die psychische und körperliche Gesundheit negativ auswirkt. Diese Inkongruenz entsteht aufgrund der Wichtigkeit von Arbeit für das Individuum. Die Hypothese wurde innerhalb einer Metaanalyse von Karsten Paul und Klaus Moser (2006) bestätigt.